# Карабела
Карабе́ла (пол. Karabela) — тип сабли, в частности имевший широкое распространение среди польской и литовской 
шляхты в XVII—XVIII веках.
Основным отличием карабелы является рукоять в форме «орлиной головы», с загнутым вниз набалдашником. Эфес характеризовался обычной сабельной крестовиной с шаровидными утолщениями на концах, протообразцы которых известны ещё с XII—XIII века. Такой тип не является исключительно польским. Похожие сабли применялись в разных странах — включая Русь, Молдавию, Балканы, Кавказ. В Польшу этот тип, вероятно, попал из Турции.
Польские карабелы отличались конструкцией рукояти, что делало их удобными для фехтования и круговых ударов. В других же странах такие сабли использовались, преимущественно, конницей. Нередко атрибутами польской знати были декоративные, богато украшенные карабелы.
По форме клинка выделяют два типа. Первый отличался обоюдоострой елманью и увеличением кривизны к острию. Второй явно выраженной елмани не имел, отличался равномерным круглым изгибом. Кроме этого, поляки к карабелам относят сабли гаддарэ.
Клинки карабел были чаще всего импортными — как правило, турецкими или иранскими, а в некоторых случаях — золингенскими. Длина клинка, в среднем, составляла 77—86 см, ширина — 2,7—3,3 см, кривизна — 7,0—9,5 см, длина елмани — 23,5—26,5 см, расстояние от центра удара до центра тяжести — 25,0—26,5 см.